# Travelocity
Travelocity.com是Expedia公司旗下的一家旅行服务网站。它拥有1240万独立访客和9100万浏览量，是Expedia公司旗下流量第三大的网站，位居亿客行和Hotels.com之后。
作为基于网络的去中介化的先驱者之一，Travelocity.com是首家让消费者可以无需人工服务即可预订旅行的网站 
。
除了預訂机票，消费者也能在该网站预订酒店房间、租车或預訂游轮行程和度假套餐。

## 争议事件

### 虚假价格
2012年7月，美國運輸部对Travelocity处以18万美元的罚款，因为其“灵活旅行日期工具”显示的机票价格不总是包含通常是国际航班票价重要部分的燃油附加费。这违反了美国运输部对于“航空公司的所有收费都要包含在机票报价中”的规定。另外，美国运输部还发现消费者直到完成订票前的最后一个页面才被通知部分必须使用纸质机票的预订包含至少29.95美元的运费。